# Мангри Манабі
Мангри Манабі (ідентифікатор WWF: NT1418) — неотропічний екорегіон мангрових лісів, розташований на заході Еквадору.

## Географія
Екорегіон мангрів Манабі охоплює кілька ділянок мангрових лісів, поширених на узбережжі Тихого океану на заході Еквадору. Він складається з двох субрегіонів. Північний субрегіон Кохімієс розташований на узбережжі провінції Есмеральдас і включає мангри, поширені від гирла річки Муїсне уздовж узбережжя затоки Момпіче на південь до гирла річки Маче, яка утворює кордон між провінціями Есмеральдас та Манабі, і міста Педерналеса. Південний субрегіон Чоне розташований на центральному узбережжі Манабі і включає мангри, поширені від гирла річки Чоне та міста Баїя-де-Каракес на південь до гирла річки Портов'єхо. Загальна площа екорегіону становить приблизно 1000 км².
Мангрові ліси екорегіону зустрічаються у дельтах і естуаріях річок та у прибережних лагунах. Головними річками в субрегіоні Кохімієс є Муїсне, стік якої становить 22 м³/с, та річка Кохімієс, а в субрегіоні Чоне — річка Чоне, стік якої становить 31 м³/с. 
В регіоні переважають нестабільні, заболочені ґрунти. На деяких ділянках спостерігається висока седиментація, що призводить до низької берегової лінії, низької енергії хвиль і зменшення кількості естуаріїв. 
У внутрішніх районах Еквадору мангрові ліси переходять у вологі ліси Західного Еквадору на півночі та у сухі ліси Еквадору на півдні.

## Клімат
На півночі екорегіону переважає саванний клімат (Aw за класифікацією Кеппена), а на півдні — напівпустельний клімат (BSh за класифікацією Кеппена). Середньорічна кількість опадів в субрегіоні Кохімієс становить приблизно 1410 мм, а в субрегіоні Чоне — 500 мм. Сильний вплив холодної Перуанської течії, яка зустрічається з періодичною теплою течією Ель-Ніньйо в міжтропічній зоні конвергенції, призводить до високих припливно-відпливних коливань та високого атмосферного тиску. Температура в регіоні значно коливається і іноді навіть може опускатися нижче 0 °C.

## Флора
Рослинний покрив екорегіону представлений мангровими лісами, які характеризуються низьким видовим різноманіттям і переважно складаються з мангрових дерев, пристосованих до солонуватих умов та періодичного затоплення. У більш вологих зонах переважають чорні мангри (Avicennia germinans), червоні мангри (Rhizophora mangle) та жовті мангри (Rhizophora harrisonii), а за ними, в глибині суходолу, — білі мангри (Laguncularia racemosa), прямі конусоплідні мангри (Conocarpus erectus) та майже ендемічні чайні мангри (Pelliciera rhizophorae). У манграх регіону також зустрічаються червоні водорості та кактуси, а гілки мангрових дерев вкриті епіфітними орхідеями, бромеліями та мохами. Мангрові ліси виконують важливу екологічну функцію, створюючи на узбережжі фізичний буфер від морських хвиль та сильних вітрів, затримують сіль, що надходить з морським бризом, збагачують береговий профіль та сприяють відновленню ґрунтів.

## Фауна
Мангрові ліси екорегіону є важливим середовищем існування для різноманітних птахів, ссавців, плазунів, молюсків, ракоподібних та риб. Хоча вони не вирізняються високим ендемізмом, вони характеризуються високим альфа-різноманіттям, тобто значним видовим різноманіттям у одній місцевості. Детрит, що осідає на дні водойм, перетворюється на білок мікроорганізмами, червами, зокрема нематодами, поліхетами та олігохетами, а також амфіподами, двостулковими та черевоногими молюсками. Риба та креветки частину свого репродуктивного циклу проводять у мангрових заростях. Вони забезпечують їжею багато великих сухопутних та водних м'ясоїдних тварин. Особливо мангри Манабі характеризуються високим різноманіттям кефалей (Mugil) та креветок-пенаїд (Penaeidae).
Серед поширених в екорегіоні птахів слід відзначити бурого пелікана (Pelecanus occidentalis), золотистого пісняра-лісовика (Setophaga petechia), скопу (Pandion haliaetus), бразильського баклана (Phalacrocorax brasilianus), рожевого косаря (Platalea ajaja), велику чепуру (Ardea alba), мангрову чаплю (Butorides striata), пастушка-тріскунця (Rallus longirostris) та майже ендемічного гнідого пастушка (Aramides wolfi), а серед ссавців — ягуара (Panthera onca), колумбійського ревуна (Alouatta palliata), неотропічну видру (Lontra longicaudis), ракуна-крабоїда (Procyon cancrivorus), низинну паку (Cuniculus paca) та північного тамандуа (Tamandua mexicana). Серед поширених в регіоні плазунів слід відзначити гострорилого крокодила (Crocodylus acutus), крокодилового каймана (Caiman crocodilus) та звичайну ігуану (Iguana iguana).

## Збереження
Значна частина мангрових лісів екорегіону, особливо в субрегіоні Кохімієс, була знищена внаслідок розвитку аквакультури та будівництва ставків для вирощування креветок, які є однією з основних статей експорту Еквадору. У 1985 році уряд заборонив будівництво креветкових ферм у мангрових заростях або поблизу них, і з тих пір мангрові зарості повільно, однак стабільно відновлюються. Станом на 1999 рік в субрегіоні Кохімієс внаслідок розвитку аквакультури було втрачено 1162 га первинних мангрів, з яких 668 га були перетворені на креветкові ферми. Водночас в субрегіоні Чоне площа мангрів зросла на 903 га, а площа креветкових ферм зменшилася на 285 га. Частково ці зміни були спричинені збільшенням осадонакопичення, яке призвело до утворення нових мілководних ділянок, що були колонізовані манграми.
Незважаючи на те, що Національна система природоохоронних територій у 1989 році оголосила мангри Манабі пріоритетною територією, великі природоохоронні території в екорегіоні відсутні. Одним з небагатьох заповідників в регіоні є Морська біологічна станція Когнал площею 210 га, розташована в гирлі річки Муїсне. Цей заповідник управляється приватною некомерційною організацією і охороняє мангрові зарості, які раніше сильно постраждали від розвитку аквакультури та надмірного видобутку природних ресурсів.